# Nivolas-Vermelle
Nivolas-Vermelle est une commune française située dans le département de l'Isère en région Auvergne-Rhône-Alpes.
Elle est située à l'est de Bourgoin-Jallieu.
La commune appartient à l'unité urbaine de Bourgoin-Jallieu, troisième agglomération du département avec plus de 57 000 habitants en 2013.
Située dans la petite région du Nord-Isère est adhérente à la communauté d'agglomération Porte de l'Isère dont le siège est fixé à L'Isle-d'Abeau, ses habitants sont dénommés les Nivolésiens.

## Géographie

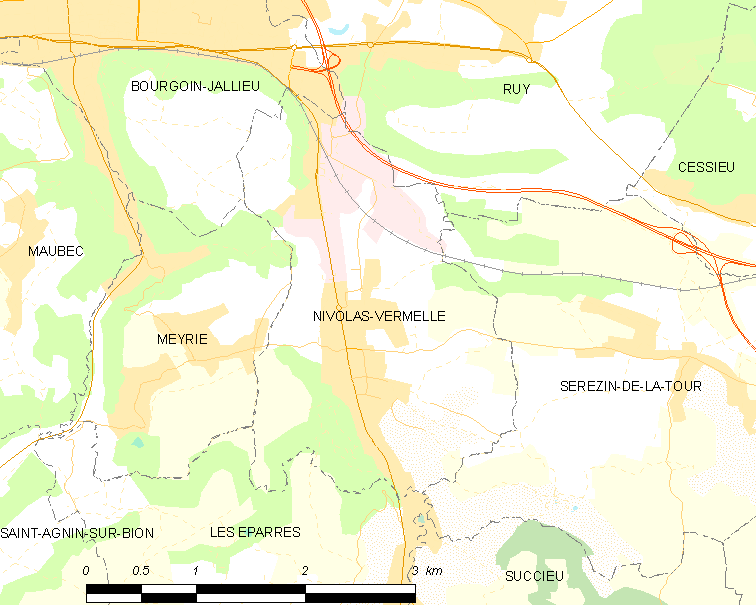
Plan de Nivolas-Vermelle et des communes voisines

### Situation et description
Le territoire de Nivolas-Vermelle se situe dans la partie septentrionale du département de l'Isère, à l'entrée de la région naturelle des Terres froides et à quelques minutes, en voiture ou par les transports en commun, du centre-ville de Bourgoin-Jallieu, commune limitrophe qui marque la limite Nord-Nord-ouest du bourg de Nivolas.
Le village est situé entre l'ancienne RN85 vers Grenoble qui se sépare, au Nord, de l'ex-RN6, la ligne de voie ferrée Lyon - Grenoble et l'A43. Le bourg central s'est essentiellement construit autour de cette première route, notamment sur les flancs d'une colline.
Le centre-ville (bourg de Nivolas) se situe (par la route) à 46 km du centre de Lyon, préfecture de la région Auvergne-Rhône-Alpes et à 66 km de Grenoble, préfecture du département de l'Isère, ainsi qu'à 341 km de Marseille et 516 km de Paris.

### Géologie et relief
Nivolas-Vermelle se situe entre la plaine de Lyon et la bordure occidentale du plateau du Bas-Dauphiné qui recouvre toute la partie iséroise où il n'y a pas de massifs montagneux. Le plateau se confond donc avec la micro-région du Nord-Isère, région qui est composée essentiellement de collines de basse ou moyenne altitude et des longues vallées et plaines. L'ouest de ce secteur correspond à la plaine lyonnaise.
Il s'agit donc d'une pénéplaine accidentée avec des collines miocènes, éminences qui séparent les vallées de rivières toutes tributaires du Rhône. Au nord de la plaine berjalienne, dans laquelle se situe la majeure partie territoire de la commune, se présente un modeste massif calcaire jurassique dénommé localement l'Isle-Crémieu du fait de son élévation. Celui-ci se prolonge jusqu'au nord de la commune de La Verpillière, située à l'autre extrémité de la communauté de communes des portes de l'Isère.
Les glaciations qui se sont succédé au cours du Quaternaire sont à l'origine du modelé actuel de la plaine, les produits antéglaciaires restant profondément enfoui sous les dépôts d'alluvions liés à l'écoulement des eaux lors de la fonte des glaces.

### Hydrographie

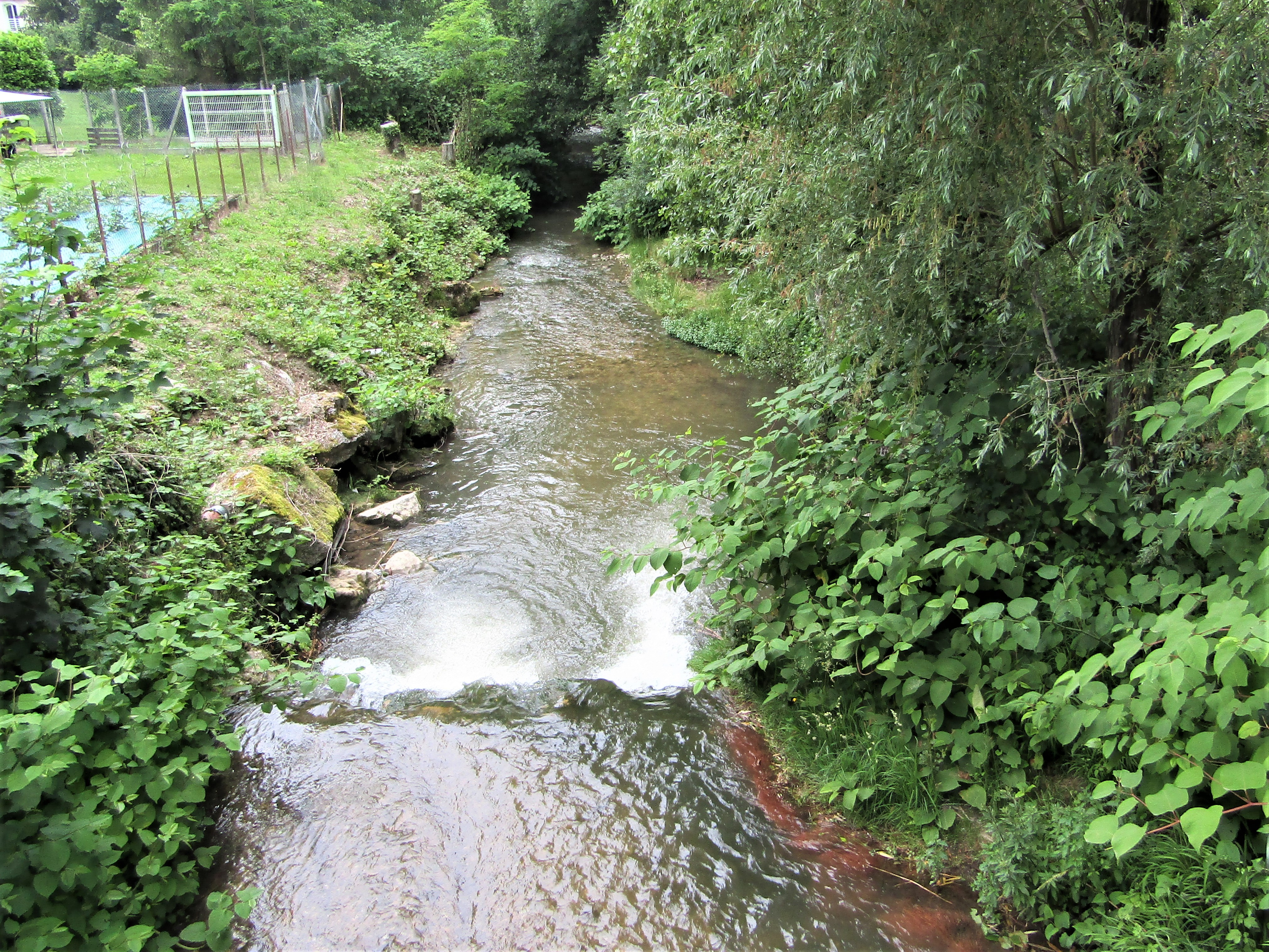
L'Agny à Nivolas-Vermelle

Le ruisseau de l'Agny, d'une longueur de 17,2 km, traverse le territoire communal selon un axe sud-nord avant de rejoindre la Bourbre, un affluent du Rhône. Cette petite rivière est rejointe par le ruisseau de Vernécu (ou Verneicu) d'une longueur de 6 km, en limite du territoire communal.

### Climat
Pour des articles plus généraux, voir Climat d'Auvergne-Rhône-Alpes et Climat de l'Isère.
En 2010, le climat de la commune est de type climat océanique altéré, selon une étude du Centre national de la recherche scientifique s'appuyant sur une série de données couvrant la période 1971-2000. En 2020, Météo-France publie une typologie des climats de la France métropolitaine dans laquelle la commune est exposée à un climat de montagne ou de marges de montagne et est dans la région climatique Alpes du nord, caractérisée par une pluviométrie annuelle de 1 200 à 1 500 mm, irrégulièrement répartie en été.
Pour la période 1971-2000, la température annuelle moyenne est de 11,5 °C, avec une amplitude thermique annuelle de 17,6 °C. Le cumul annuel moyen de précipitations est de 1 044 mm, avec 9,8 jours de précipitations en janvier et 6,7 jours en juillet. Pour la période 1991-2020, la température moyenne annuelle observée sur la station météorologique de Météo-France la plus proche, « Bourgoin », sur la commune de Bourgoin-Jallieu à 4 km à vol d'oiseau, est de 12,4 °C et le cumul annuel moyen de précipitations est de 844,0 mm,. Pour l'avenir, les paramètres climatiques de la commune estimés pour 2050 selon différents scénarios d'émission de gaz à effet de serre sont consultables sur un site dédié publié par Météo-France en novembre 2022.
| Mois                                  | jan.           | fév.           | mars           | avril         | mai           | juin          | jui.        | août         | sep.          | oct.          | nov.          | déc.           | année      |
| ------------------------------------- | -------------- | -------------- | -------------- | ------------- | ------------- | ------------- | ----------- | ------------ | ------------- | ------------- | ------------- | -------------- | ---------- |
| Température minimale moyenne (°C)     | 0,8            | 0,9            | 3,8            | 7,3           | 10,4          | 14,1          | 16          | 15,7         | 12,4          | 9,3           | 4,8           | 1,4            | 8,1        |
| Température moyenne (°C)              | 3,6            | 4,4            | 8,1            | 12,3          | 15,4          | 19,5          | 21,8        | 21,3         | 17,5          | 13,2          | 8             | 4,2            | 12,4       |
| Température maximale moyenne (°C)     | 6,3            | 7,8            | 12,4           | 17,2          | 20,4          | 24,9          | 27,6        | 26,9         | 22,6          | 17,1          | 11,1          | 7              | 16,8       |
| Record de froid (°C) date du record   | −10,3 30.01.05 | −14,2 05.02.12 | −10,6 01.03.05 | −1,8 08.04.21 | 1,5 06.05.19  | 4,5 03.06.06  | 9 22.07.08  | 8,3 31.08.06 | 3,9 27.09.10  | −3 25.10.03   | −6 24.11.05   | −13,3 30.12.05 | −14,2 2012 |
| Record de chaleur (°C) date du record | 20 10.01.15    | 21,1 22.02.21  | 24,7 30.03.21  | 28,4 23.04.07 | 32,6 24.05.09 | 36,5 28.06.05 | 39 24.07.19 | 40 13.08.03  | 33,8 04.09.23 | 29,8 09.10.23 | 22,6 07.11.15 | 18,1 05.12.06  | 40 2003    |
| Précipitations (mm)                   | 61,1           | 48,7           | 57,6           | 61,1          | 81,8          | 68,8          | 73,5        | 78,4         | 64            | 97,1          | 86,8          | 65,1           | 844        |

### Voies de communication

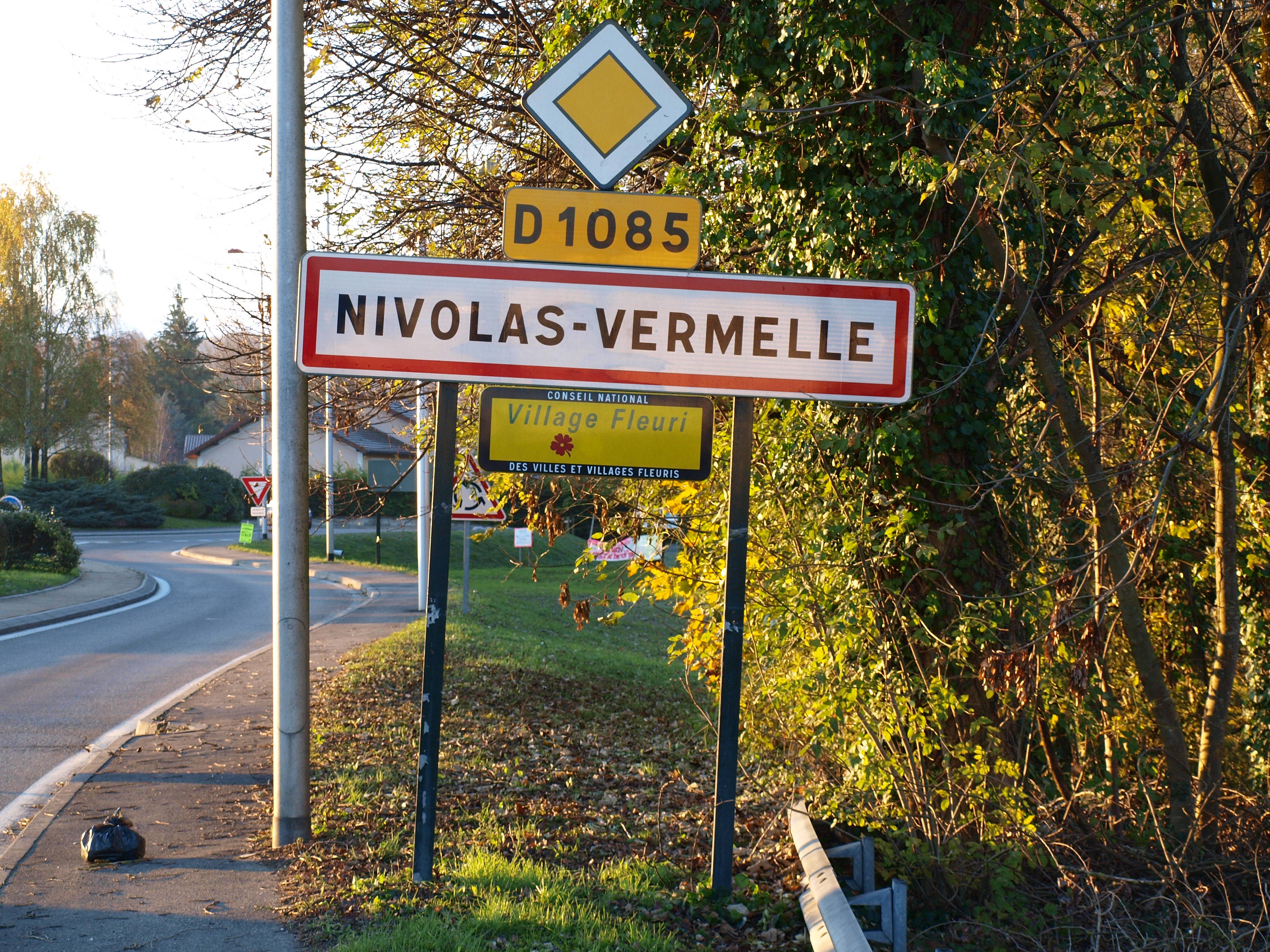
Panneau routier de la RD 1085

L'A43 relie la commune à Lyon et à Chambéry et l'A48 la relie à Grenoble. Une bretelle autoroutière dessert la commune au nord de son territoire (section à péage) :
 8 à 37 km : Bourgoin-Jallieu-centre, Nivolas-Vermelle, Ruy-Montceau
La route départementale 1 085 (RD 1085) correspond à l'ancienne RN 85, reclassé en route départementale. Celle-ci relie la commune de Bourgoin-Jallieu, en se détachant de la RN 6 (route de Chambéry), pour se terminer sur la Côte d'Azur, d'abord à Cagnes-sur-Mer, puis à Golfe-Juan, sous le nom de Route Napoléon dans cette dernière section.

### Transports publics
Localement, la commune est desservie par le réseau de bus de l'agglomération dénommé « Ruban », réparti en plusieurs lignes. 
- La ligne 20 : Eclose-Badinières ↔ les Eparres ↔ Nivolas-Vermelle ↔ Bourgoin-Jallieu.
- La ligne 21 : Châteauvilain ↔ Succieu ↔ Sérézin-de-la-Tour ↔ Nivolas-Vermelle ↔ Meyrié ↔ Maubec (le Bas) ↔ Bourgoin-Jallieu.

## Urbanisme

### Typologie
Au 1er janvier 2024, Nivolas-Vermelle est catégorisée ceinture urbaine, selon la nouvelle grille communale de densité à sept niveaux définie par l'Insee en 2022.
Elle appartient à l'unité urbaine de Bourgoin-Jallieu, une agglomération intra-départementale regroupant neuf  communes, dont elle est une commune de la banlieue,,. La commune est en outre hors attraction des villes,.

### Occupation des sols
L'occupation des sols de la commune, telle qu'elle ressort de la base de données européenne d’occupation biophysique des sols Corine Land Cover (CLC), est marquée par l'importance des territoires agricoles (51 % en 2018), en diminution par rapport à 1990 (53,9 %). La répartition détaillée en 2018 est la suivante : 
zones agricoles hétérogènes (33,5 %), zones industrielles ou commerciales et réseaux de communication (17,5 %), zones urbanisées (16,7 %), forêts (14,8 %), terres arables (12,5 %), prairies (5,1 %). L'évolution de l’occupation des sols de la commune et de ses infrastructures peut être observée sur les différentes représentations cartographiques du territoire : la carte de Cassini (XVIIIe siècle), la carte d'état-major (1820-1866) et les cartes ou photos aériennes de l'IGN pour la période actuelle (1950 à aujourd'hui).

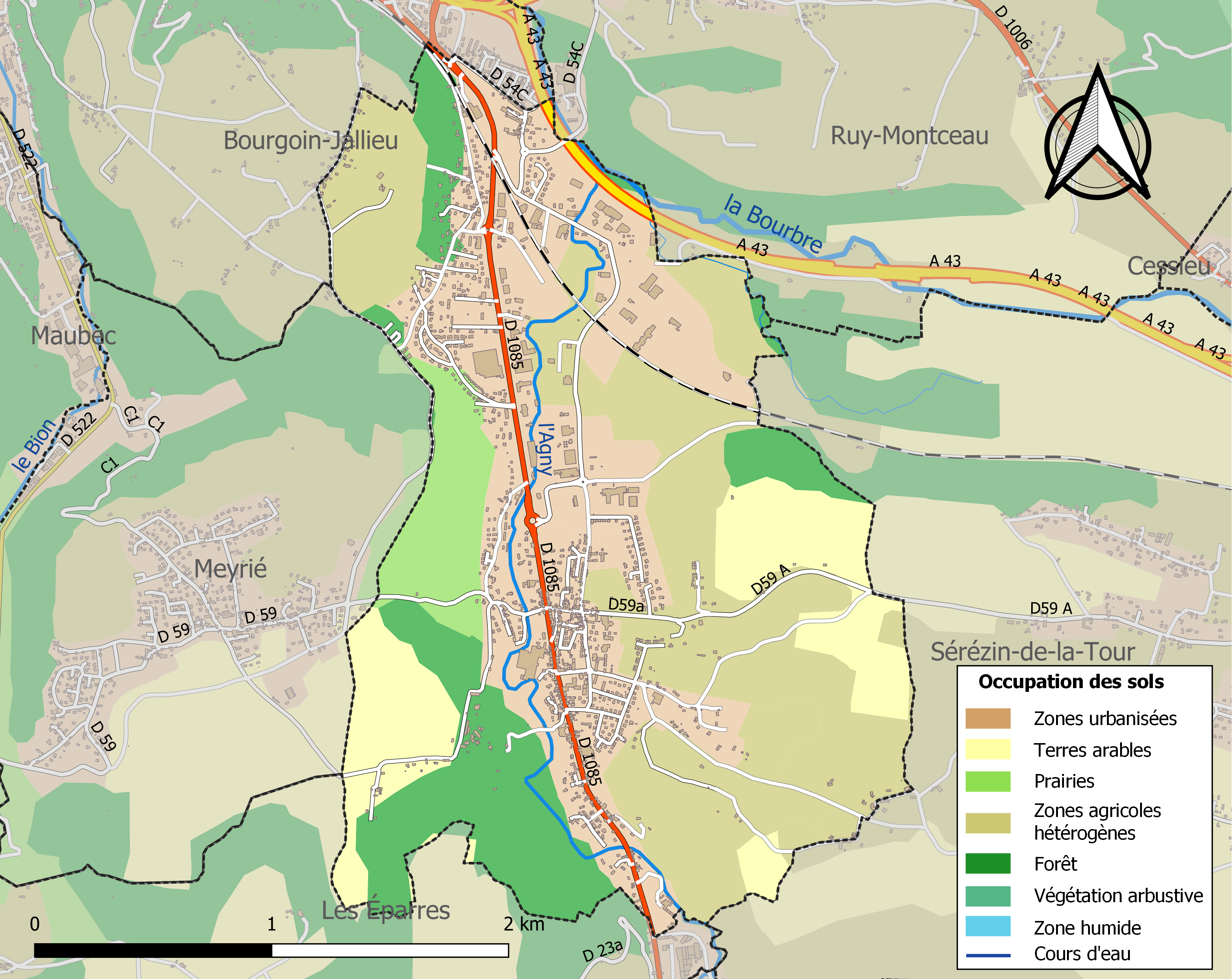
Carte des infrastructures et de l'occupation des sols de la commune en 2018 (CLC).
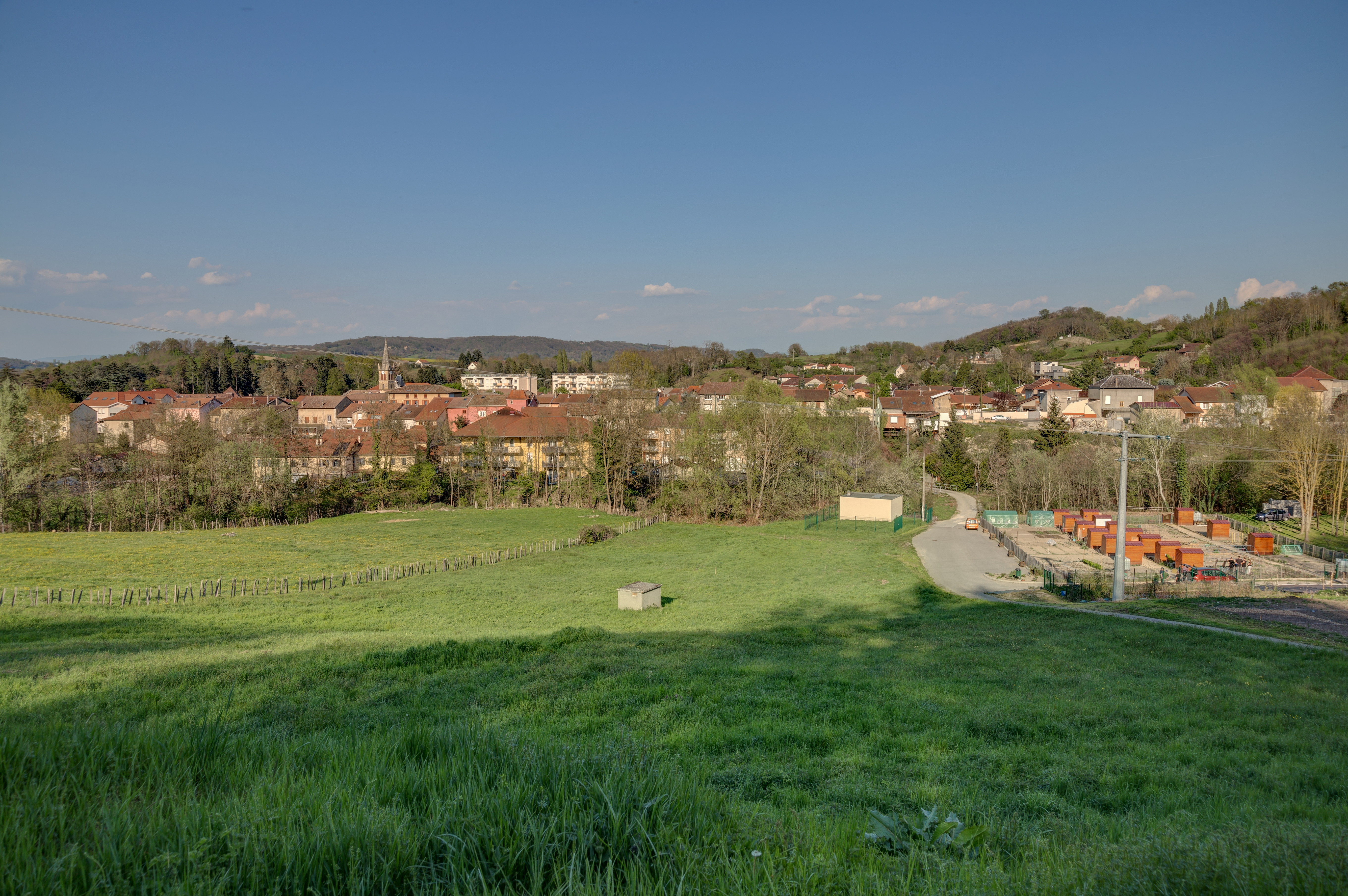
Panorama de Nivolas-Vermelle

### Morphologie urbaine
Le territoire de la commune est situé dans la partie méridionale de l'aire urbaine de Bourgoin-Jallieu. Elle fut longtemps un hameau mais l'urbanisation progressive de la région a entraîné le doublement de la population entre 1968 et 2016.

### Hameaux, lieux-dits et écarts
Voici, ci-dessous, la liste la plus complète possible des divers hameaux, quartiers et lieux-dits résidentiels urbains comme ruraux qui composent le territoire de la commune de Nivolas-Vermelle, présentés selon les références toponymiques fournies par le site géoportail de l'Institut géographique national. 
| - le Tillaret - Ruffieu - le Vernay (ZA) - les Platières - la Plaine - les Muriers | - les Chaumes - Montcizet - Mas de Branton - Branton - Bas Vermelle - Combe de Vez | - Vermelle - la Rivoire - Coubarat - le Carcan - la Mangattière - les Curtets | - la Vignole - les Bottes - Pont de Curtet - la Commande - Bois de la Cure |

### Eau et assainissement
La gestion du service du réseau d'eau potable et l'assainissement de  Nivolas-Vermelle sont gérés par la communauté de communes.

### Risques naturels et technologiques

#### Risques sismiques
L'ensemble du territoire de la commune de Nivolas-Vermelle est situé en zone de sismicité no 3, comme la plupart des communes de son secteur géographique.
| Type de zone | Niveau            | Définitions (bâtiment à risque normal) |
| ------------ | ----------------- | -------------------------------------- |
| Zone 3       | Sismicité modérée | accélération = 1,1 m/s2                |

## Toponymie
Selon André Planck, auteur d'un livre sur la toponymie des communes de l'Isère, le nom Nivolas-Vermelle a une double signification correspondant au deux anciens bourgs :
- Nivolas doit son origine au terme latin « Nebula » qui signifie brouillard que le patois local dénomme « niévoule ».
- Vermelle possède un nom à l'origine plus ancienne, et se rapproche du terme gaulois (ou celtique) « Verno » qui désigne l'aulne, arbre des régions maraicageuses.

## Histoire

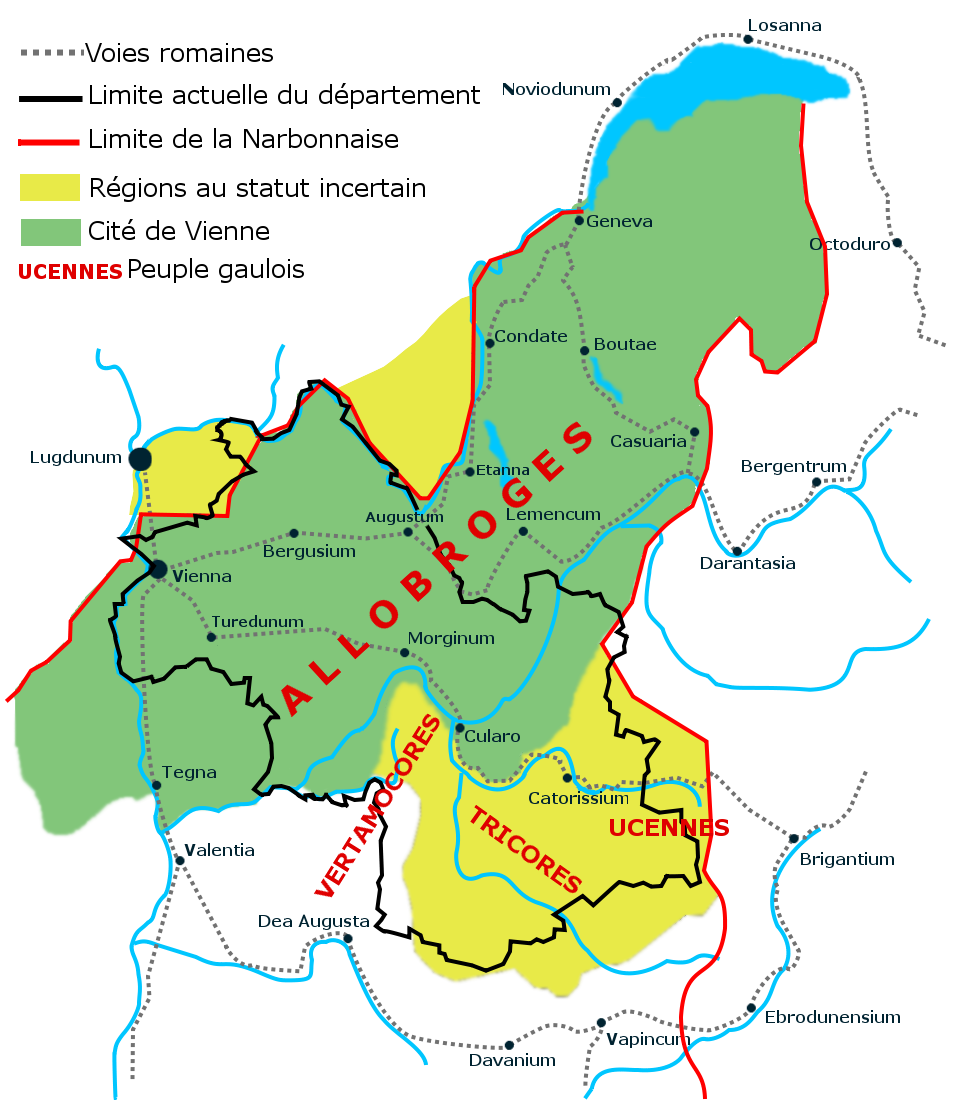
Territoire des Allobroges

### Antiquité
Le secteur actuel de Nivolas-Vermelle se situe à l'ouest du territoire antique des Allobroges, ensemble de tribus gauloises occupant l'ancienne Savoie, ainsi que la partie du Dauphiné située au nord de la rivière Isère.
Datant de la période romaine, un petit trésor composé de cinq aurei dont le plus récent date de 254 ou 255 ap. J.-C., de quelques bijoux et d'argenterie a été découvert en 1837 à Ruffieu, sur la commune.

### Temps modernes
En 1737, Louis XV accorde à la province du Dauphiné 250 000 livres pour aménager les ponts et chaussées qui seront répétées pour quatre ans. Un plan de rectification est établi, et le devis des ouvrages pour la construction d’une nouvelle partie du chemin d’Eclose à Bourgoin est présenté le 10 février 1739. Les travaux commencent dès le 1er octobre de cette même année. Les travaux durent une dizaine d’années.

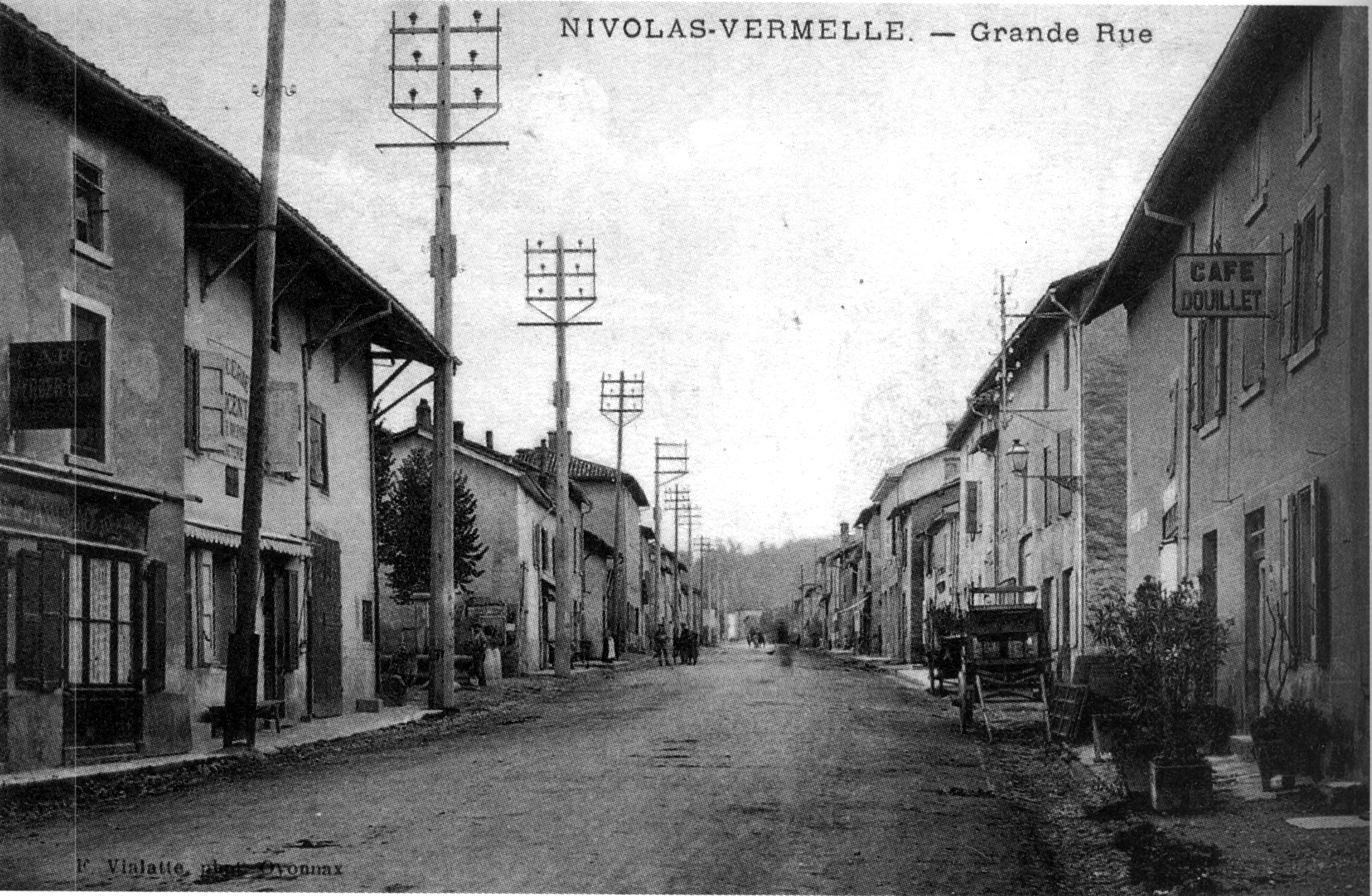
Nivolas-Vermelle en 1912.

### Époque contemporaine
En 1789, Vermelle est une commune du département de l'Isère puis elle est rattachée à la commune des Éparres en 1802 (an X de la République).
Le 21 mai 1859, le conseil municipal de Sérézin-la-Tour, commune dont dépendait alors le village de Nivolas, émet un avis favorable à l’ouverture d'un pensionnat de jeunes filles. L'établissement est ensuite transformé en établissement public. En 2019, ce bâtiment héberge l'agence postale, les services techniques et la salle pour tous.
La commune est créée par la « loi qui distrait les sections de Vermelle et de Nivolas des communes des Éparres et de Sérézin (Isère) pour en former une commune distincte qui prendra le nom de Nivolas-Vermelle » du 7 août 1882, promulguée au Journal officiel le 8 août 1882. Cette loi stipule dans son article 1 que « les sections de Vermelle et de Nivolas sont distraites, la première de la commune des Éparres, (canton de Bourgoin, arrondissement de la Tour-du-Pin, département de l'Isère), la seconde de la commune de Sérézin (même canton) et formeront à l'avenir une commune distincte dont le chef-lieu sera fixé à Nivolas et qui prendra le nom de Nivolas-Vermelle ».

## Politique et administration

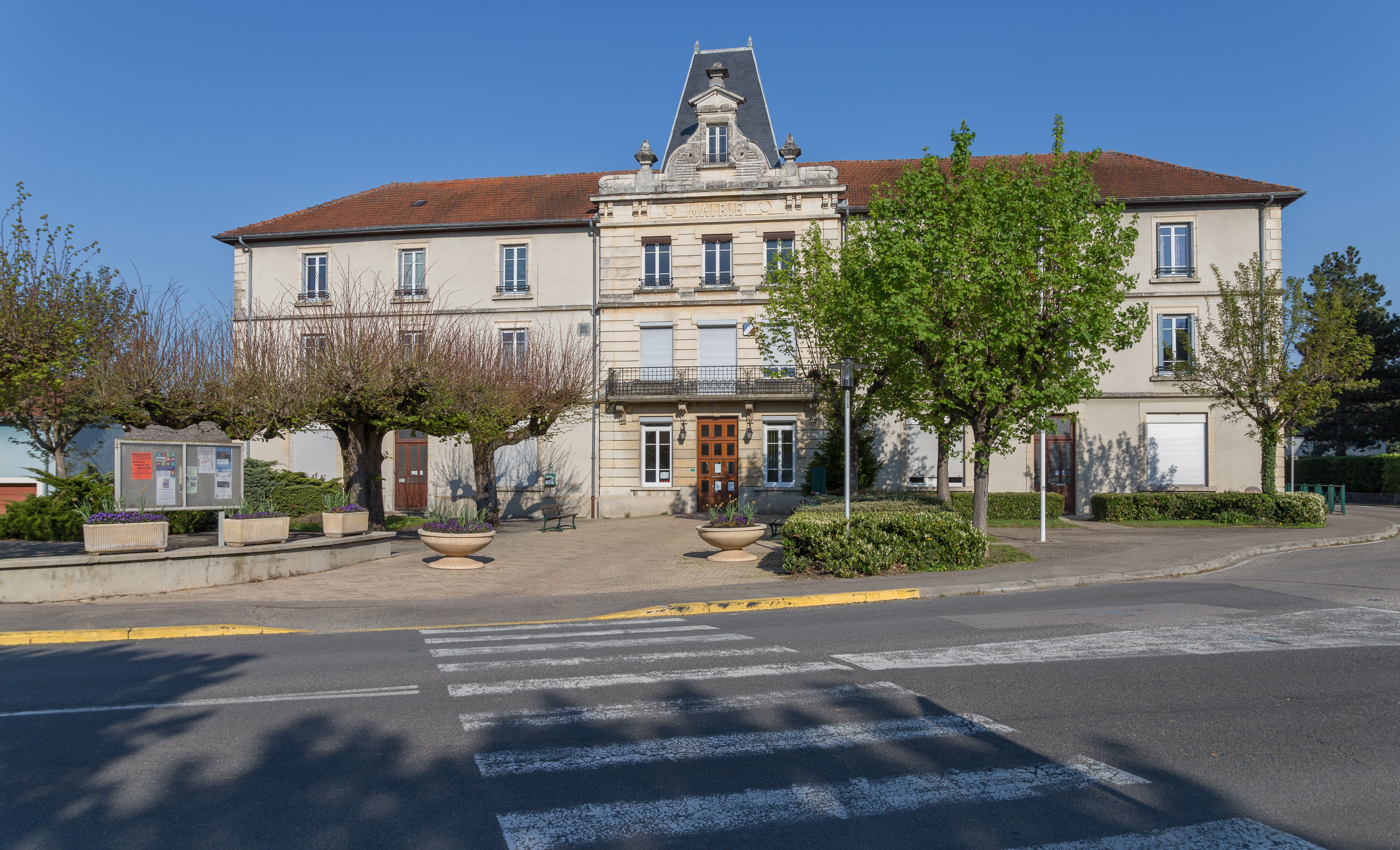
La mairie.

### Administration municipale
En 2019, le conseil municipal de la commune compte dix-neuf membres (dix hommes et neuf femmes) dont un maire, quatre adjoints au maire, deux conseillers délégués et douze conseillers municipaux. Deux élus de cette assemblée siègent au conseil communautaire de la CAPI.

### Tendances politiques et résultats
| Scrutin             | Scrutin             | 1er tour | 1er tour | 1er tour | 1er tour | 1er tour | 1er tour | 1er tour | 1er tour  | 1er tour | 1er tour | 1er tour | 1er tour | 2d tour | 2d tour | 2d tour | 2d tour | 2d tour | 2d tour |
| Scrutin             | Scrutin             | 1er      | 1er      | %        | 2e       | 2e       | %        | 3e       | 3e        | %        | 4e       | 4e       | %        | 1er     | 1er     | %       | 2e      | 2e      | %       |
| ------------------- | ------------------- | -------- | -------- | -------- | -------- | -------- | -------- | -------- | --------- | -------- | -------- | -------- | -------- | ------- | ------- | ------- | ------- | ------- | ------- |
| Présidentielle 2017 | Présidentielle 2017 |          | FN       | 26,43    |          | EM       | 23,83    |          | LR        | 18,63    |          | LFI      | 15,74    |         | EM      | 62,51   |         | FN      | 37,49   |
| Présidentielle 2022 | Présidentielle 2022 |          | LREM     | 29,37    |          | RN       | 26,68    |          | LFI       | 17,42    |          | REC      | 6,57     |         | LREM    | 54,53   |         | RN      | 45,47   |
| Législatives 2022   | 10e                 |          | Ren-Ens  | 28,67    |          | RN       | 25,38    |          | LFI-Nupes | 19,91    |          | LR       | 12,36    |         | Ren     | 54,63   |         | RN      | 45,37   |
| Législatives 2024   | 10e                 |          | RN       | 43,33    |          | Ren-Ens  | 23,59    |          | LFI-NFP   | 22,36    |          | LR       | 9,48     |         | RN      | 57,19   |         | LFI     | 42,81   |

### Liste des élus
| Période                                  | Période   | Identité        | Étiquette | Qualité                         |
| ---------------------------------------- | --------- | --------------- | --------- | ------------------------------- |
| avant 1978                               | juin 1995 | Gabriel Pellet  | PCF       | Technicien à l'usine de Cessieu |
| juin 1995                                | mai 2020  | Michel Rival    | PCF       | Retraité de l'enseignement      |
| mai 2020                                 | En cours  | Christian Beton |           | Agent ERDF                      |
| Les données manquantes sont à compléter. |           |                 |           |                                 |

## Population et société

### Démographie
L'évolution du nombre d'habitants est connue à travers les recensements de la population effectués dans la commune depuis 1881. Pour les communes de moins de 10 000 habitants, une enquête de recensement portant sur toute la population est réalisée tous les cinq ans, les populations de référence des années intermédiaires étant quant à elles estimées par interpolation ou extrapolation. Pour la commune, le premier recensement exhaustif entrant dans le cadre du nouveau dispositif a été réalisé en 2005.

En 2022, la commune comptait 2 716 habitants, en évolution de +4,3 % par rapport à 2016 (Isère : +3,07 %, France hors Mayotte : +2,11 %).
| 1881 | 1886 | 1891  | 1896  | 1901  | 1906  | 1911  | 1921  | 1926  |
| ---- | ---- | ----- | ----- | ----- | ----- | ----- | ----- | ----- |
| 975  | 982  | 1 006 | 1 131 | 1 268 | 1 277 | 1 265 | 1 186 | 1 401 |

| 1931  | 1936  | 1946  | 1954  | 1962  | 1968  | 1975  | 1982  | 1990  |
| ----- | ----- | ----- | ----- | ----- | ----- | ----- | ----- | ----- |
| 1 494 | 1 205 | 1 122 | 1 161 | 1 187 | 1 372 | 1 699 | 1 615 | 1 638 |

| 1999  | 2005  | 2006  | 2010  | 2015  | 2020  | 2022  | - | - |
| ----- | ----- | ----- | ----- | ----- | ----- | ----- | - | - |
| 1 823 | 2 141 | 2 181 | 2 339 | 2 536 | 2 648 | 2 716 | - | - |

### Enseignement
La commune qui est rattachée à l'académie de Grenoble compte plusieurs établissements scolaires :
- L'école publique municipale est située près de la mairie[35].
- Le lycée Saint-Marc est un lycée général et technologique ainsi qu'un lycée professionnel de statut privé est situé rue du Vernay[36].

### Équipements sanitaire et social
La commune compte un centre d'hébergement non médicalisé pour personnes âgées dénommé Les Tilleuls. Les services de soins sont extérieurs à l'établissement et ceux-ci interviennent en cas de besoin à la demande et au choix des familles.

### Équipements culturels et sportifs
La bibliothèque municipale est située près de la mairie et de l'école publique.

### Médias
Presse régionale
Historiquement, le quotidien à grand tirage Le Dauphiné libéré consacre, chaque jour, y compris le dimanche, dans son édition du Nord-Isère, un ou plusieurs articles à l'actualité de la ville, ainsi que des informations sur les éventuelles manifestations locales, les travaux routiers, et autres événements divers à caractère local.

### Cultes

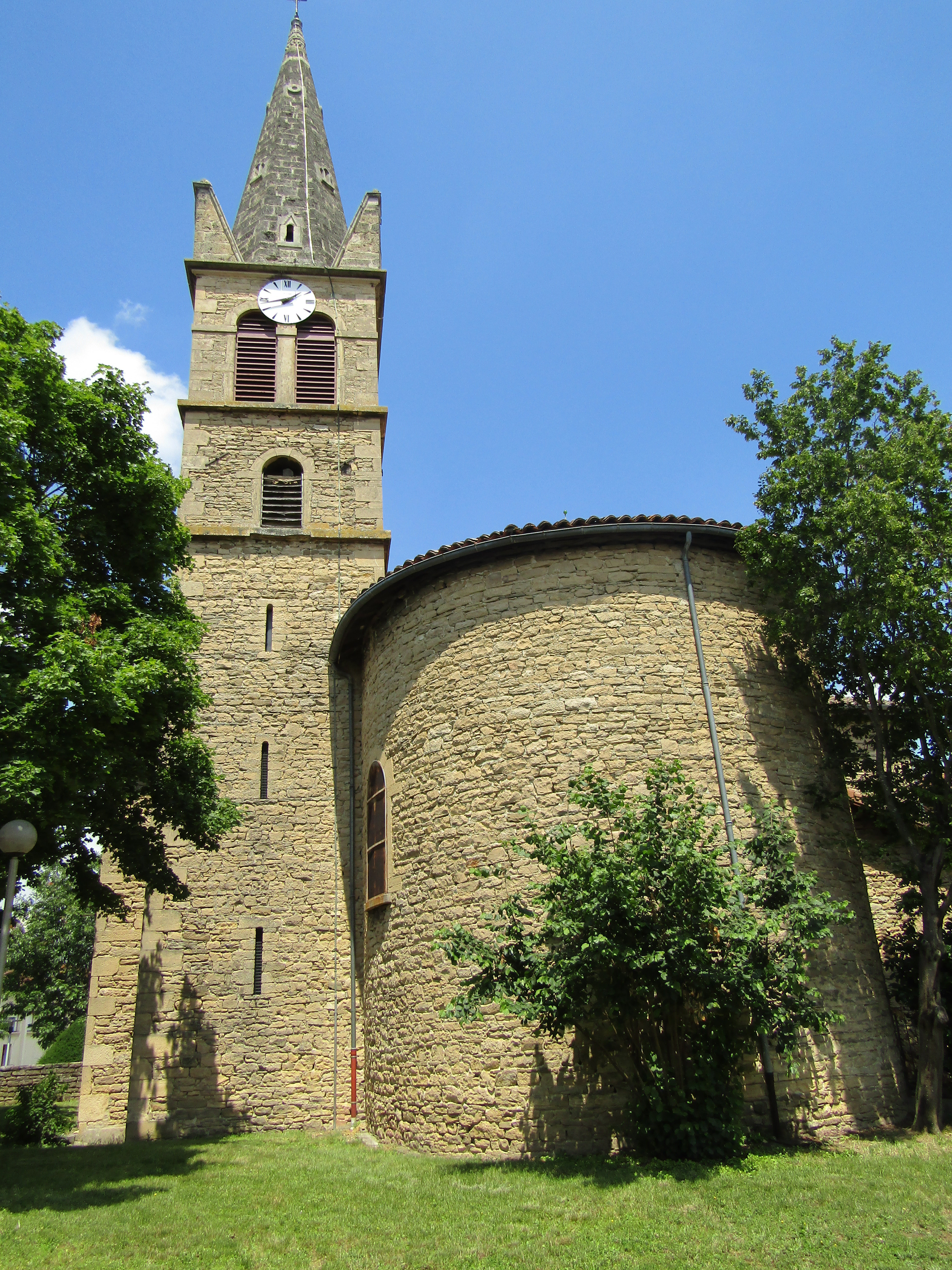
Église de Nivolas-Vermelle

#### Culte catholique
La communauté catholique de Nivolas-Vermelle dépend de la paroisse Saint-François d'Assise qui recouvre vingt communes et vingt-trois églises. La paroisse est organisée en sept relais, celle de Nivolas-Vermelle porte le nom d'Agny‐Terres Froides.

## Économie

### Entreprises et secteurs d'activité
Durant le XIXe siècle, la commune a connu une importante industrialisation liée à l'installation de l'industrie textile qui a disparu progressivement.

## Culture et patrimoine

### Lieux et monuments

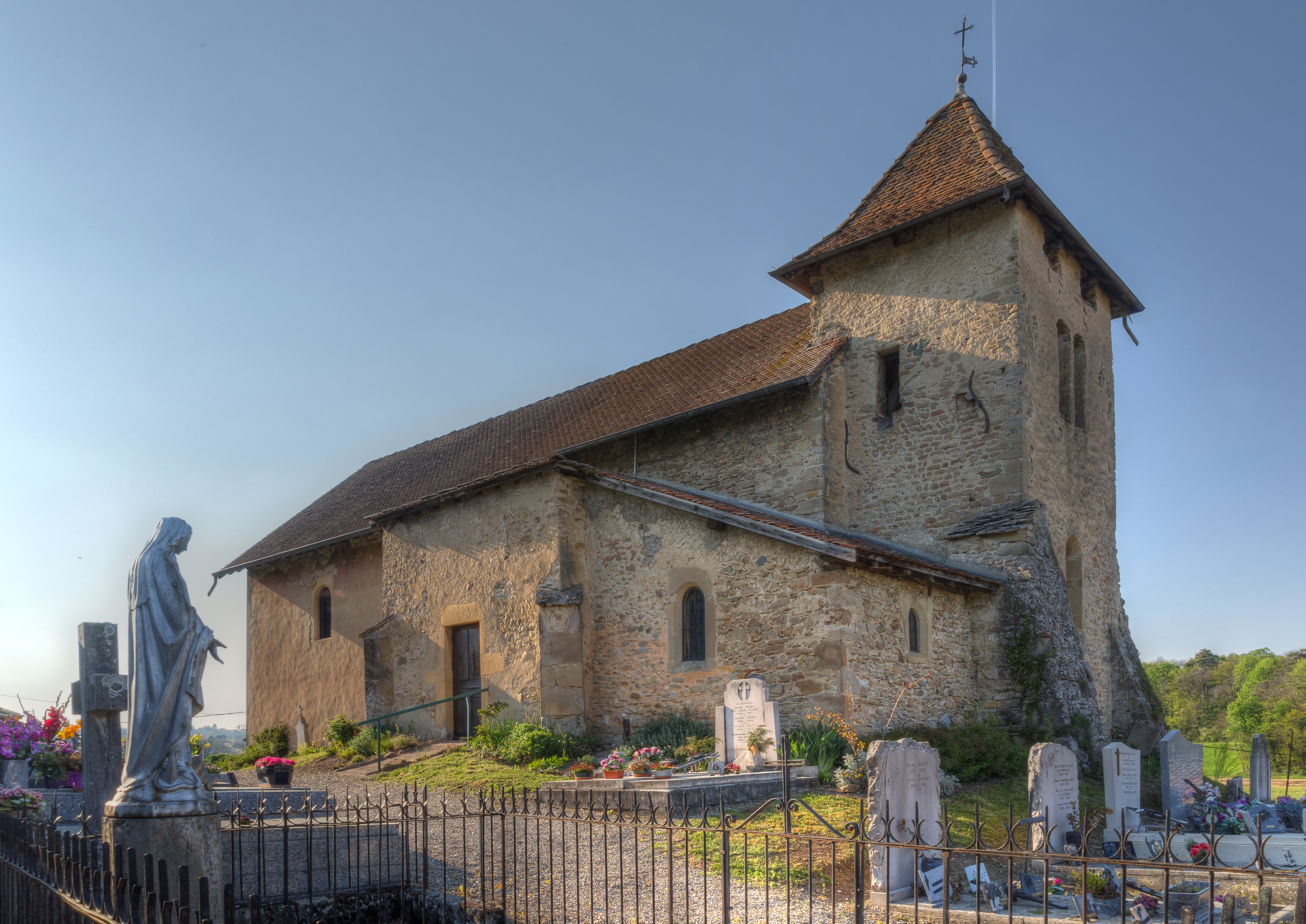
L'église Saint-Blaise.

#### Église Saint-Blaise
L'Église Saint-Blaise est labellisée Patrimoine en Isère.
L'édifice religieux, de rite catholique, généralement fermé au public, date du XIIe siècle et se situe dans le petit hameau de Vermelle qui domine la commune

#### Ancienne grange du site des industries Porcher
Cette grange, installée dans un coude du ruisseau de l'Agny, est le dernier bâtiment subsistant d'un vaste ensemble industriel connu sous le nom  des « Usines Porcher ». il s'agit d'une grange en pisé, restauré au début du XXIe siècle et ayant abrité les locaux de l'ONF. Quelques-uns de ses encadrements en bois d'origine ont été conservés. le site dispose d'un barrage sur la petite rivière et d'une chute de 4 m environ actionnant une roue à axe horizontal.
À l'origine, le site accueillait une raffinerie de sucre, édifiée par Joseph Rivoire de la Bâtie en 1834.

### Espaces verts et fleurissement
En mars 2017, la commune confirme le niveau « une fleur » au concours des villes et villages fleuris, ce label récompense le fleurissement de la commune au titre de l'année 2016.

### Patrimoine et tradition orales

#### Langue régionale

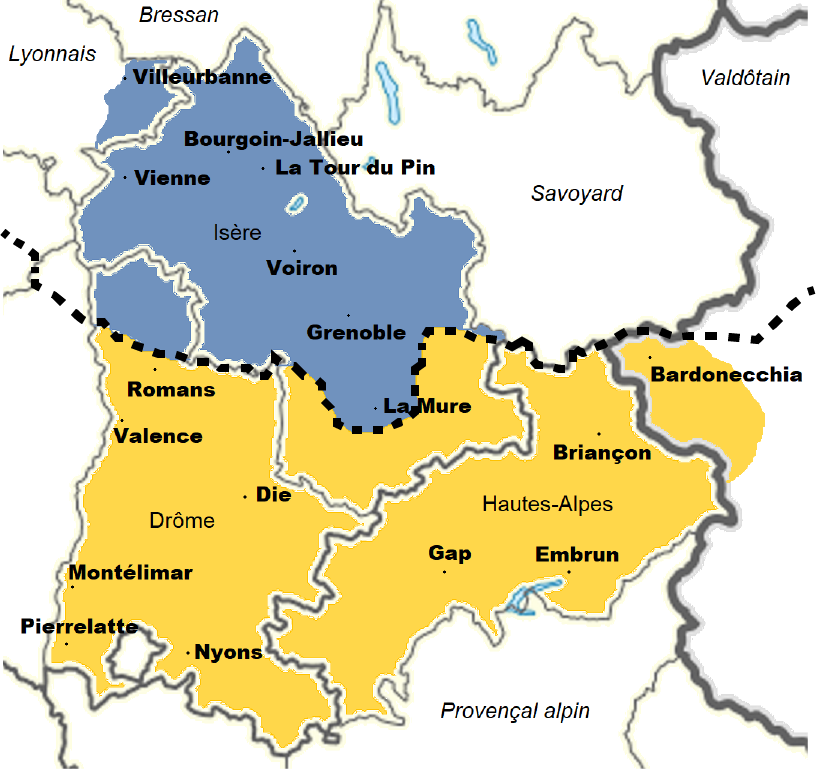
Carte linguistique du Dauphiné : Le dauphinois est un dialecte arpitan parlé dans le nord du Dauphiné

Historiquement, sur le plan linguistique, le territoire de Bourgoin-Jallieu, ainsi que l'ensemble du Nord-Isère, se situe au nord-ouest de l'agglomération grenobloise et au sud-ouest de l'agglomération lyonnaise. Son secteur se situe donc dans la partie centrale du domaine linguistique des patois dauphinois, laquelle appartient au domaine de la langues dite francoprovençal ou arpitan au même titre que les parlers savoyards, vaudois, Valdôtains, bressans et foréziens.
L'idée du terme, « francoprovençal », attribué à cette langue régionale parlée dans la partie centre-est de la France, différente du français, dit langue d'oil et de l'occitan, dit langue d'oc est l'œuvre du linguiste et patriote italien Graziadio Isaia Ascoli en 1873 qui en a identifié les caractéristiques, notamment dans le Grésivaudan, les pays alpins et la vallée de l'Isère, depuis sa source jusqu'à sa confluence avec le Rhône. .

### Personnalités liées à la commune
- Maxime Clain : entraîneur de la section féminine du club sportif Nivolésien[42].

### Héraldique
| Blason de Nivolas-Vermelle | Blason  | Écartelé, au premier et au quatrième d'azur à trois fleurs de lys d'or disposées 2 et 1, au deuxième d'or à un dauphin d'azur et au troisième d'or à un canard nageant d'azur. |
| Blason de Nivolas-Vermelle | Détails | Le statut officiel du blason reste à déterminer. |

Quelques photos des lieux et monuments de la ville de Nivolas-Vermelle
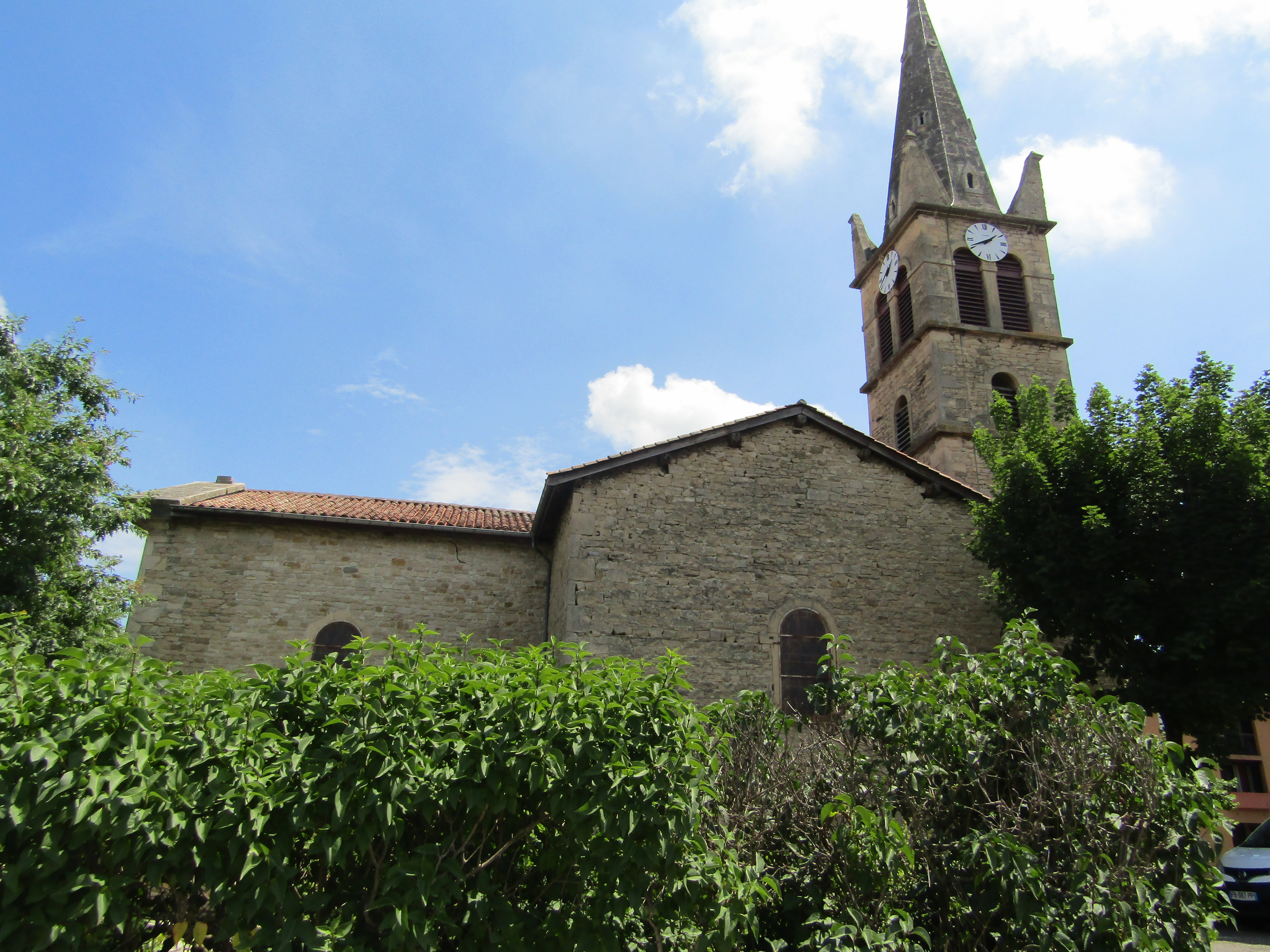
Église de Nivolas
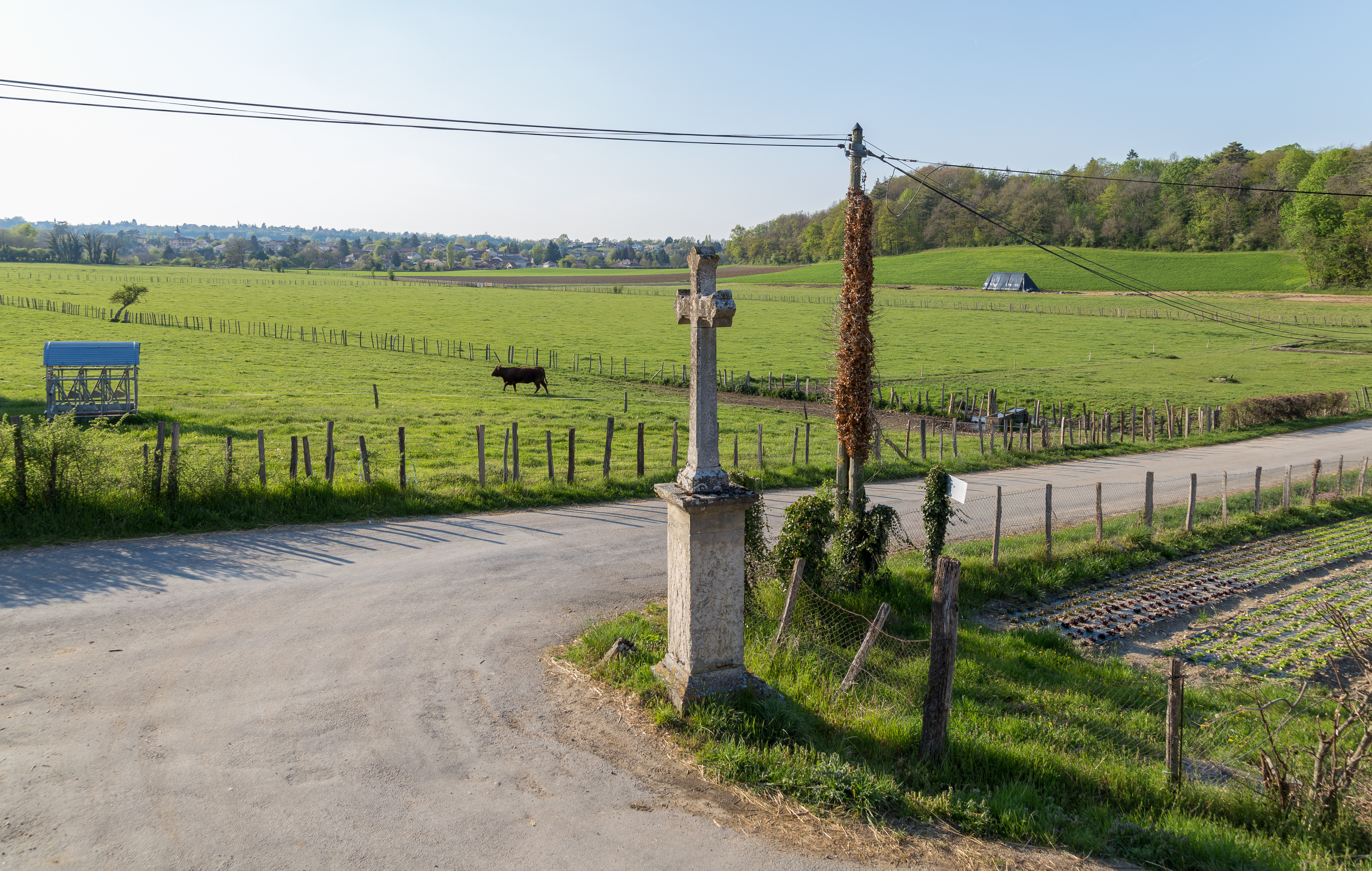
Croix Carcat à Vermelle
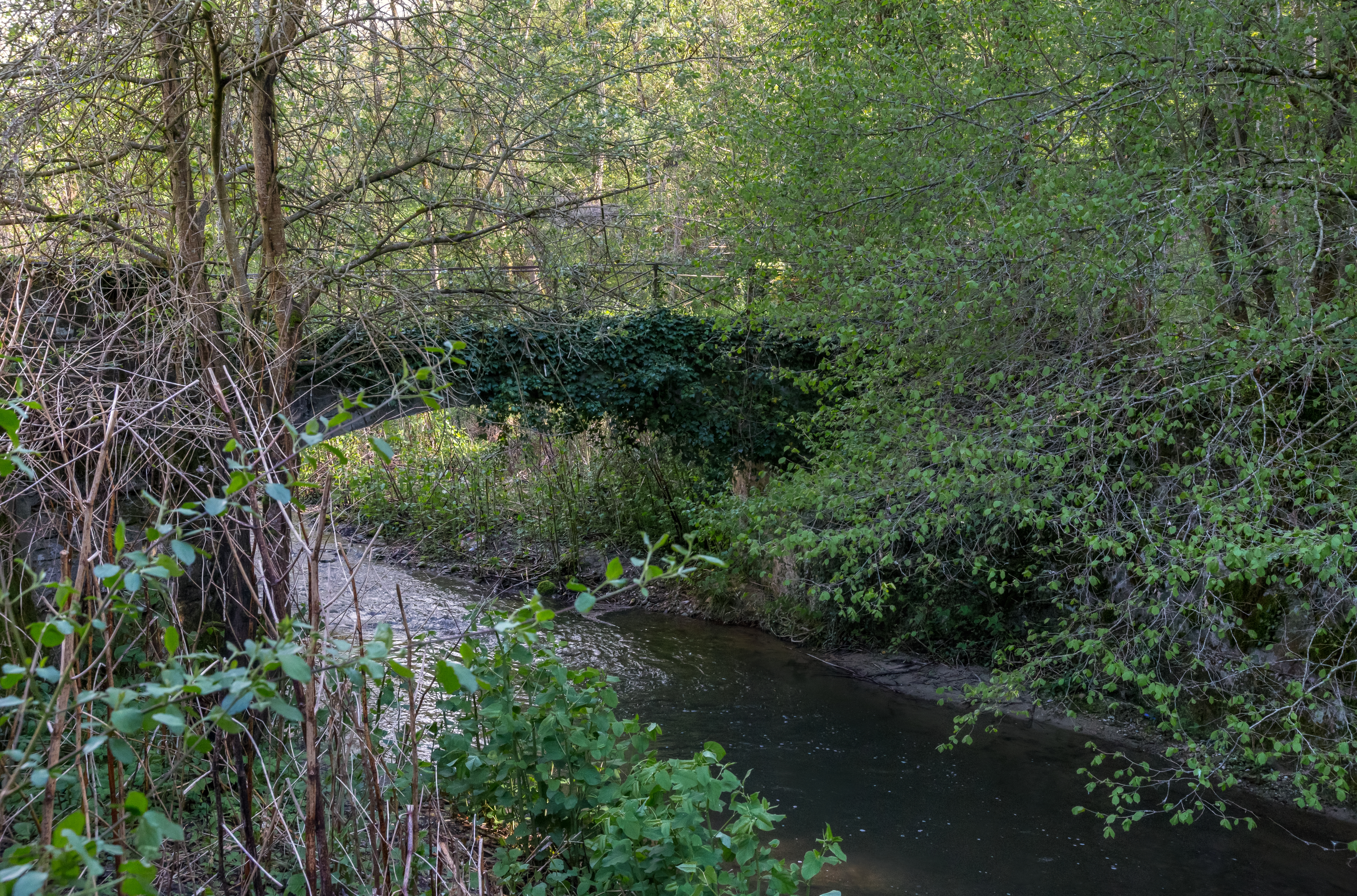
Pont du Curet sur l'Agny
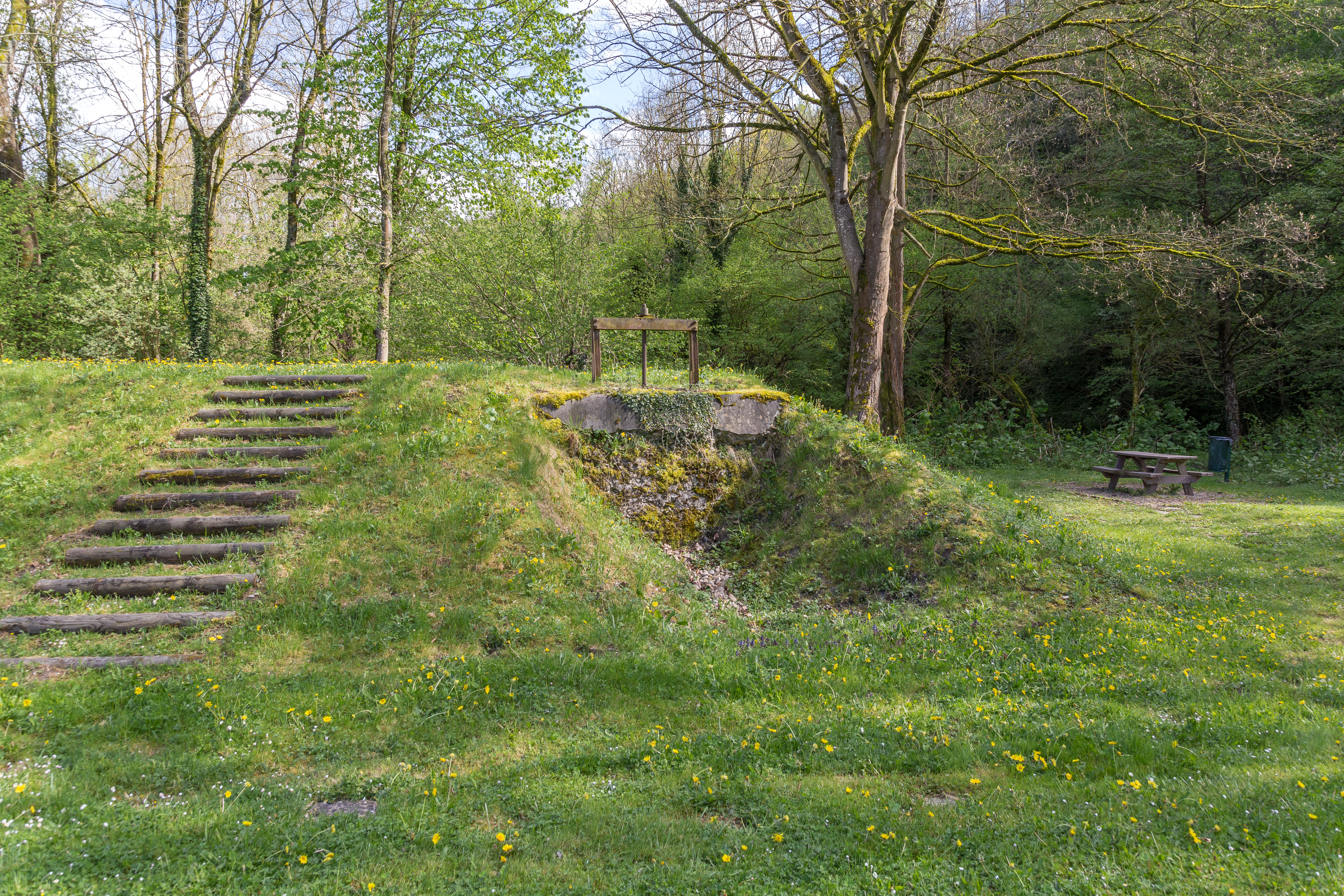
Parc de la Grange Porcher
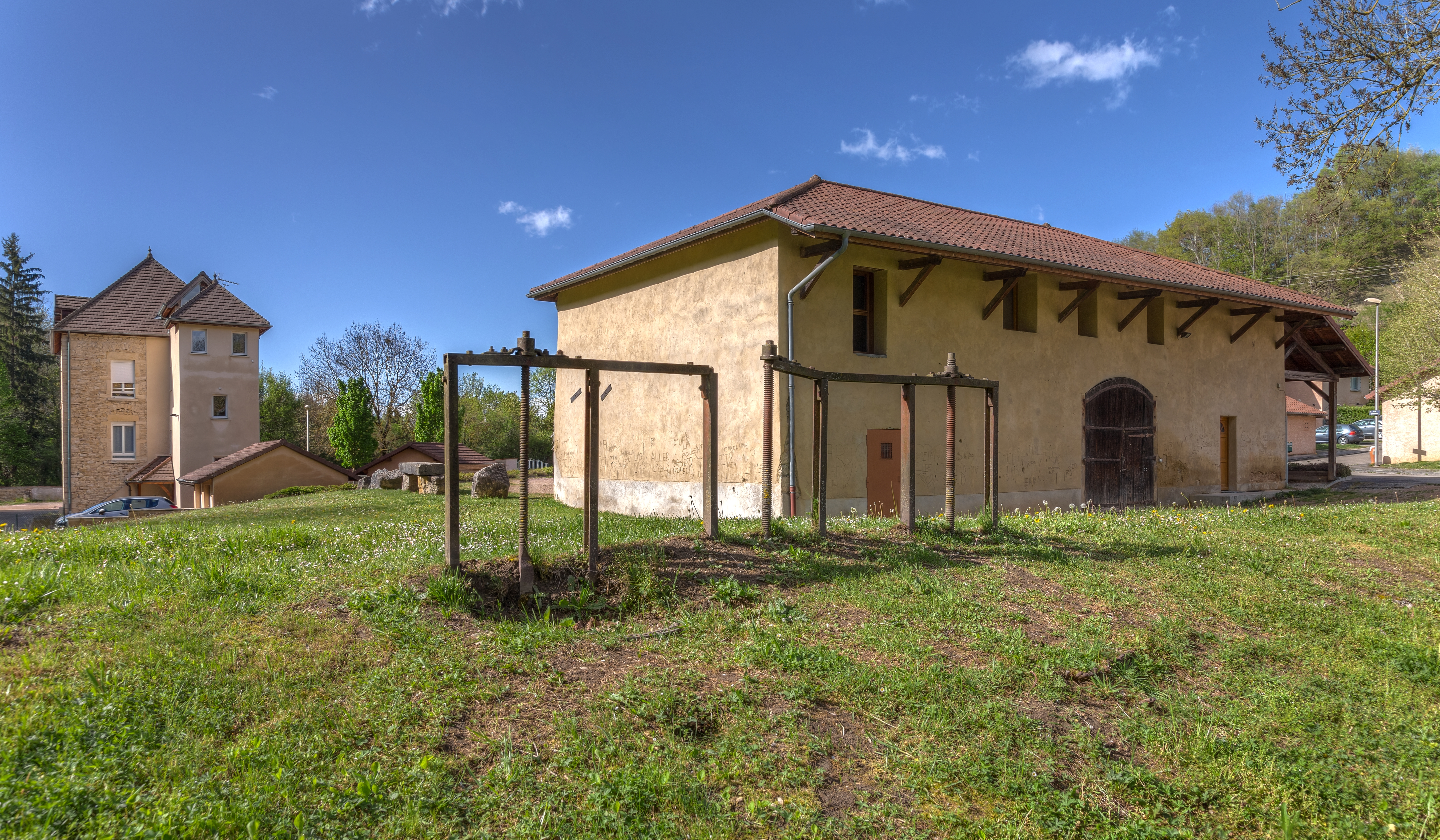
Grange Porcher
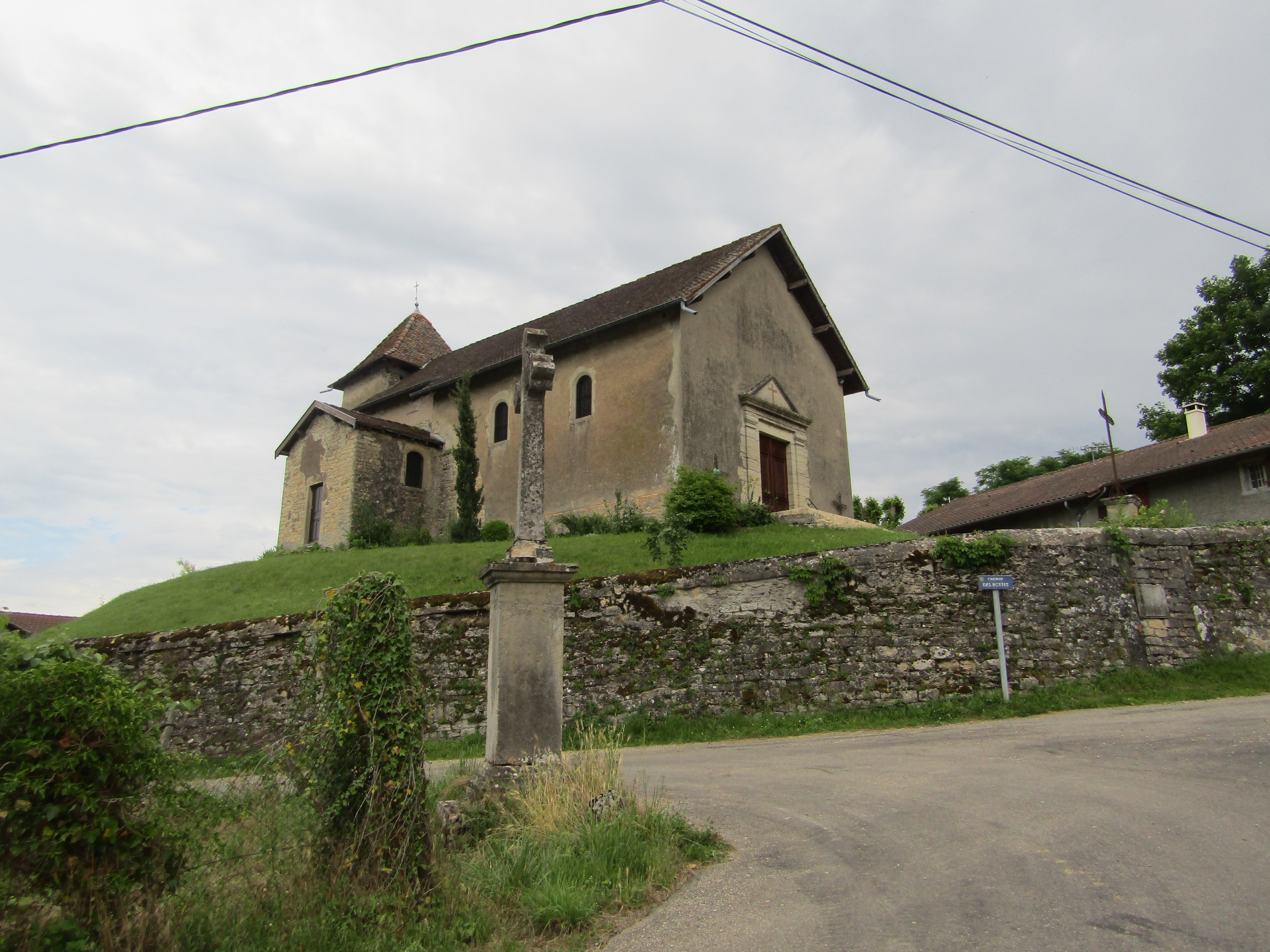
Église de Vermelle